# ارتش دوازدهم (بریتانیا)
ارتش دوازدهم بریتانیا (انگلیسی: Twelfth Army) ارتش میدانی نیروی زمینی بریتانیا بود، که در سال ۱۹۴۴ تأسیس شد و در سال ۱۹۴۵ منحل گردید.
ارتش دوازدهم، یک تشکیلات ارتش بریتانیا در طول جنگ جهانی دوم بود. عنوان ارتش دوازدهم در واقع دو بار استفاده شد؛ ابتدا در سال ۱۹۴۳، برای یک تشکیلات خیالی (با هدف فریب) و دوم، در سال‌های ۱۹۴۴ تا ۱۹۴۵، در برمه.
عنوان ارتش دوازدهم در ابتدا توسط ستاد پیشرفته نیروی «ای»، یک دپارتمان فریب مستقر در قاهره که توسط دادلی کلارک ایجاد شده بود، برای تشکیلاتی که در عملیات بارکلی و عملیات زپلین استفاده می‌شد، استفاده شد. بعداً برای یک تشکیلات واقعی در برمه استفاده شد که عملیات را از ارتش چهاردهم تحویل گرفت و بعداً به فرماندهی برمه تبدیل شد.